# Andrés Eduardo Fernández
Andrés Eduardo Fernández Moreno (Murcia, 17 dicembre 1986) è un calciatore spagnolo, portiere dell'Almería.

## Carriera
Ha giocato in Primera División con la maglia dell'Osasuna.

## Statistiche

### Presenze e reti nei club
Statistiche aggiornate al 21 giugno 2019.
| Stagione          | Squadra           | Campionato        | Campionato | Campionato | Coppe nazionali | Coppe nazionali | Coppe nazionali | Coppe continentali | Coppe continentali | Coppe continentali | Altre coppe | Altre coppe | Altre coppe | Totale | Totale |
| Stagione          | Squadra           | Comp              | Pres       | Reti       | Comp            | Pres            | Reti            | Comp               | Pres               | Reti               | Comp        | Pres        | Reti        | Pres   | Reti   |
| ----------------- | ----------------- | ----------------- | ---------- | ---------- | --------------- | --------------- | --------------- | ------------------ | ------------------ | ------------------ | ----------- | ----------- | ----------- | ------ | ------ |
| 2016-2017         | Villarreal        | PD                | 15         | -18        | CR              | 0               | 0               | UCL+UEL            | 0+5                | 0 + -6             | -           | -           | -           | 20     | -24    |
| 2017-2018         | Villarreal        | PD                | 3          | -6         | CR              | -               | -               | UEL                | -                  | -                  | -           | -           | -           | 3      | -6     |
| 2018-2019         | Villarreal        | PD                | 6          | -7         | CR              | 4               | -8              | UEL                | 12                 | -13                | -           | -           | -           | 22     | -28    |
| Totale Villarreal | Totale Villarreal | Totale Villarreal | 24         | -31        |                 | 4               | -8              |                    | 17                 | -19                |             | -           | -           | 45     | -58    |
| Totale carriera   | Totale carriera   | Totale carriera   | -          | -          |                 | -               | -               |                    | -                  | -                  |             | -           | -           | -      | -      |

## Palmarès

### Club

#### Competizioni nazionali
- Segunda División: 1

Levante: 2024-2025